# 계열융자
계열융자(融資系列)는 금융 기관과 기업 간 유착 관계로 인하여 생기는 융자이다.

## 개요
기업의 자금조달 가운데 간접금융이 점하는 비율이 현저하게 높고 또한 기업이 단기자금뿐만 아니라 장기자금도 금융기관으로부터 차입하게 될 경우 자연히 특정금융기관과 특정기업 사이에 ‘유착(癒着)’관계가 생기게 되고 융자계열이 생기게 된다. 이 융자계열을 구체적으로 보면 어떤 특정의 대은행을 중심으로 하여 다시 신탁은행, 생명보험회사 등이 깔려 있고 그 아래 각종 기업이 딸려 있는 것이 보통이다.  특히 최근의 동향은 우량기업을 자기의 융자계열 하에 끌어들이려는 시도가 행해지고 융자계열은 일정 은행과 일정 기업이라기보다는 각종 업계에서 인적·자금적관계가 강한 기업이 어떤 특정의 금융기관군을 둘러싸고 있는 것이 일반적인 현상이다.  그런데 융자계열의 확대에 반성의 소리가 일고 있다. 물론 계열금융에는 좋은 면도 있다. 가령 금융기관이 계열하의 기업의 경영 내용을 잘 알고 있어 필요에 따라서 지도를 할 수 있다는 이점(利點) 등이 고려된다. 그 반면에 기업이 자금조달면에서 무리한 투자계획을 세워 금융기관에 그 자금의 차입을 요청해 올 때에는 금융기관으로서는 계열하의 기업이니만큼 어쩔 수 없이 그 대출에 응해 결국은 금융기관의 자금사정을 악화시킬 뿐만 아니라 기업의 과잉투자를 야기시키게 된다. 또 금융기관으로서는 계열기업에 대해서는 체화융자(滯貨融資)나 적자융자(赤字融資)를 감행하는 경우도 생기며 일반대중의 예금을 모아 그 운용을 업무로 하는 금융기관이 스스로 자산의 악화나 유동성의 상실까지도 초래할 가능성이 있어서 금융기관의 경영이라는 면에서 보아도 결코 바람직한 것이라고는 할 수 없다. 환언하면 격심한 금융기관 대출경쟁과 안이한 대출 태도는 때로는 경기과열의, 때로는 설비과잉의 유인(誘因)이 된다고 할 수 있다.  또한 계열융자는 과소기업(過小企業)의 난립을 초래하는 결과를 가져와 금융정책 등 경제정책의 효과를 높이는 데에 하나의 장애가 된다. 이 때문에 최근에는 세계은행의 융자방식(기업의 재무비율을 중시하는 방식)에 준하는 거액금융규제를 실행하는 데 관해 검토가 진행되고 있다.